# سايي (أغنية)
سايي هي أغنية راب اجتماعية، صدرت في 1 أغسطس 2020 في ألبوم (Theory)، على جميع منصات استماع الرقمية، لمغني الراب الجزائري امحمد بوعزدية، المعروف في الوسط الفني بأسم ميدو، هي أغنية اجتماعية والتي يتحدث فيها عن مصاعب التي نُواجه في حياتنا من المصاعبِ والعقبات التي تجعلنا في بعض الأحيان نفقد الأمل والتفاؤل بالحياة، فيجب علينا ألّا نستسلم ونقف عند عقبات الحياة بل أنْ نكمل المسير ونتعلّم من أخطائنا، وفي هذه أغنية تحدث عن هذا المشكل اجتماعي بي عبارات جزائرية عن الحياة، تم إطلاقها في  أبريل 2020 على منصة يوتيوب.